# Großsteingräber bei Lahn
Die Großsteingräber bei Lahn (Lahn IV oder an der Kölkesdose und Lahn V oder am Kölkesberg) sind benachbarte neolithische Ganggräber mit den Sprockhoff-Nummern 837 und 838. Sie entstanden zwischen 3500 und 2800 v. Chr. und sind Megalithanlagen der Trichterbecherkultur (TBK). Neolithische Monumente sind Ausdruck der Kultur und Ideologie neolithischer Gesellschaften. Ihre Entstehung und Funktion gelten als Kennzeichen der sozialen Entwicklung.
Sie liegen nördlich der Lahner Straße etwa drei Kilometer südwestlich von Lahn zwischen den Orten Lahn und Eisten im Landkreis Emsland in Niedersachsen.

## Großsteingrab an der Kölkesdose – Lahn IV
Die stark zerstörte Anlage (Sprockhoff-Nr. 837) liegt in einer kleinen Gehölzgruppe und wurde 1953 und 1989 ausgegraben. In der Erde des abgetragenen Hügels konnte über einem der Decksteine eine Urnenbestattung der vorrömischen Eisenzeit freigelegt werden. Rund um die restlichen Steine konnten 18 weitere Brandbestattungen erforscht werden. Die Größe der Kammer ist schlecht zu beurteilen. Von den vorhandenen nicht mehr in situ befindlichen Steinen dürften drei oder vier Decksteine und etwa neun Tragsteine gewesen sein.

## Großsteingrab am Kölkesberg – Lahn V
Die im Wald gelegene Anlage (Sprockhoff-Nr. 838) ist klein, aber gut erhalten. Von den einst neun oder zehn in der Erde steckenden Tragsteinen fehlen einer oder zwei. Zwischen den sichtbaren beiden Decksteinen der nord-süd-orientierten Kammer fehlt einer. Der Zugang dürfte im Westen gelegen haben.